# 美國運動醫學會
美國運動醫學會（ACSM）總部位於印第安納州印第安納波利斯，是運動醫學和運動科學會員組織。ACSM 成立於 1954 年，舉辦會議、出版書籍和期刊，並為私人教練和運動生理學家提供認證課程，是世界最大運動醫學國際組織。

## 历史
美國運動醫學會于 1954 年成立 ，当时名为“运动医学联合会”，于 4 月 22 日在纽约市斯塔特勒酒店成立，是美国健康、体育教育和运动协会下午活动的一部分。休闲（AAHPER）。次年，美国运动医学学院（ACSM）正式成立，并指定11人为创始人。该小组由七名男性和一名从事体育教育的女性以及三名医生组成。体育教育家是克利福德·布劳内尔博士。 Ernst Jok（医学博士）、Peter Karpovich（医学博士）、Leonard Larson（医学博士） Grover Mueller，硕士、Neils Neilson 博士、 Josephine Rathbone博士和阿瑟·斯坦豪斯博士尽管约克尔、拉尔森、卡尔波维奇和斯坦豪斯接受过体育教育培训或受聘于体育系，但他们主要从事运动生理学的研究。这些医生是医学博士路易斯·毕肖普 (Louis Bishop)、医学博士阿尔伯特·海曼 (Albert Hyman) 和医学博士约瑟夫·沃尔夫 (Joseph Wolffe)，这三人都是执业心脏病专家。
ACSM 全国总部于 1984 年迁至印第安纳波利斯，加入了全国大学体育协会、全国州立高中协会联合会和全国体育具体管理机构等组织。 